# Apollon et Diane (Jacopo de' Barbari)
Apollon et Diane est une gravure sur cuivre au burin de l'artiste de la Renaissance vénitienne Jacopo de' Barbari datant d'environ 1503-1504.

## Histoire
L'œuvre est emblématique de l'émulation qui se créa entre Albrecht Dürer et Jacopo de' Barbari, chacun d'eux gravant une planche consacrée au couple fraternel de la mythologie antique où Apollon apparait debout, tendant son arc, et où Diane, assise, est accompagnée d'un cerf.

## Description
Jacopo de' Barbari accentue la dimension cosmologique de sa scène : son Apollon est le dieu du soleil et se tient sur une sphère recouverte de constellations. Il est sur le point de décocher sa flèche.